# Osmerus
Osmerus es un género de peces en la familia Osmeridae. Pariente del salmón, es de unos veinte centímetros de largo aproximadamente, su dorso es verdoso y de vientre blanco, con una banda plateada en los flancos y la mandíbula ligeramente prominente.
Es propio de los mares del norte de Europa y frecuenta las desembocaduras de los ríos, donde freza. 

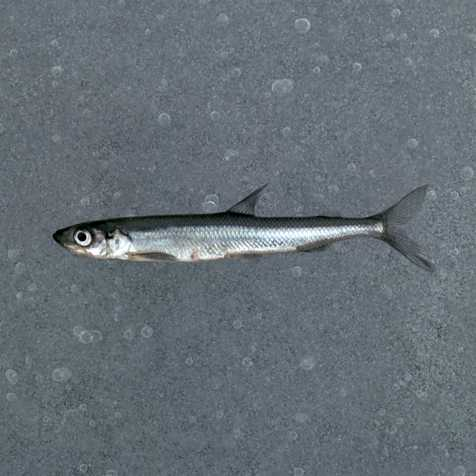
Ejemplar de Osmerus spectrum

Su nombre en español, eperlano, proviene de la palabra francesa éperlan y ésta de la palabra alemana spierling.
Existen dos tipos de eperlanos:
-El de Europa que mide entre 15 a 25 cm de longitud
-El eperlano viridescens, que abunda en los ríos en las cercanías de Boston y en los lagos de América.
Este pez se ingiere entero, se come todo, cabeza, espinas, cola y gónadas.

## Especies
- Osmerus spectrum
- Osmerus mordax
- Osmerus eperlanus, eperlano europeo.